# Wieża Żółtego Żurawia
Wieża Żółtego Żurawia (chiń. upr. 黄鹤楼; chiń. trad. 黃鶴樓) – wieża znajdująca się w Wuhanie, w prowincji Hubei, w Chinach. Budowla stoi na wzgórzu Sheshan, w dzielnicy Wuchang, w pobliżu rzeki Jangcy.
Została zbudowana na tzw. „Skale Żółtego Żurawia”, od której pochodzi nazwa wieży. Wielokrotnie przebudowywana, ma obecnie 51 m wysokości i składa się z pięciu kondygnacji. Charakterystycznym elementem są dachy pokryte ponad 100 tys. żółtych dachówek oraz czerwone filary podtrzymujące stropy. Obok wieży znajduje się Pagoda Shengxiang.

## Historia
Budowlę wzniesiono na polecenie Sun Quana w 223 roku, w Epoce Trzech Królestw. Pierwotnie, drewniany budynek pełnił funkcję wieży strażniczej, ze względu na dogodną lokację. Po kilku stuleciach przestała służyć do celów militarnych. Za panowania dynastii Tang wieża była tematem wielu popularnych utworów (autorstwa m.in. Cui Hao i Li Baia), które rozsławiły budowlę i zachęciły ludzi do jej odwiedzenia. W okresie rządów dynastii Ming i Qing wieża była siedmiokrotnie niszczona i odnawiana. W 1884 roku, cała konstrukcja została strawiona przez pożar a jej odbudowę rozpoczęto dopiero w 1981 roku. Rekonstrukcji dokonano na podstawie obrazów z okresu dynastii Qing. Prace zakończono w 1985 roku.